# Ernst Jähde

Ernst Jähde

Ernst Robert Jähde (* 19. Januar 1860 in Pillgram, heute: Jacobsdorf; † 1923) war ein Erfinder und Unternehmer. Er gründete 1899 die Glasfabrik „Johannahütte“ in Schönborn, Niederlausitz.

## Leben
Ernst Jähde wurde als Sohn des königlichen Eisenbahnbeamten Carl Ferdinand Jähde und dessen Ehefrau Caroline Wilhelmine Christiane geb. Paul geboren. Am 24. Juli 1896 heiratete er Johanna Haase, deren Namen die Glasfabrik in Schönborn trägt.
Er war von 1890 bis 1898 in Penzig, Niederschlesien als Kaufmann, Buchhalter und Glashütten-Direktor (1896) in der Glashütte „Gebrüder Putzler“, einem relativ großen Glaswerk mit sechs Hafenöfen tätig. Aus Penzig brachte Jähde nicht nur große Erfahrungen aus dem Exportgeschäft mit, sondern auch ein gediegenes Wissen über die Glasherstellung.
Auf sein Konto gingen schon in Penzig einige Neuerungen und teilweise patentierte Erfindungen, so das „Jähde-Hartglas“, das gleichzeitige Einschmelzen von sechs Löchern in bauchige Zylinder oder das Goldrubinglas für photographische Zwecke.

## Patentanmeldungen von Ernst Jähde

Zeichnung der Glasfabrik Johannahütte

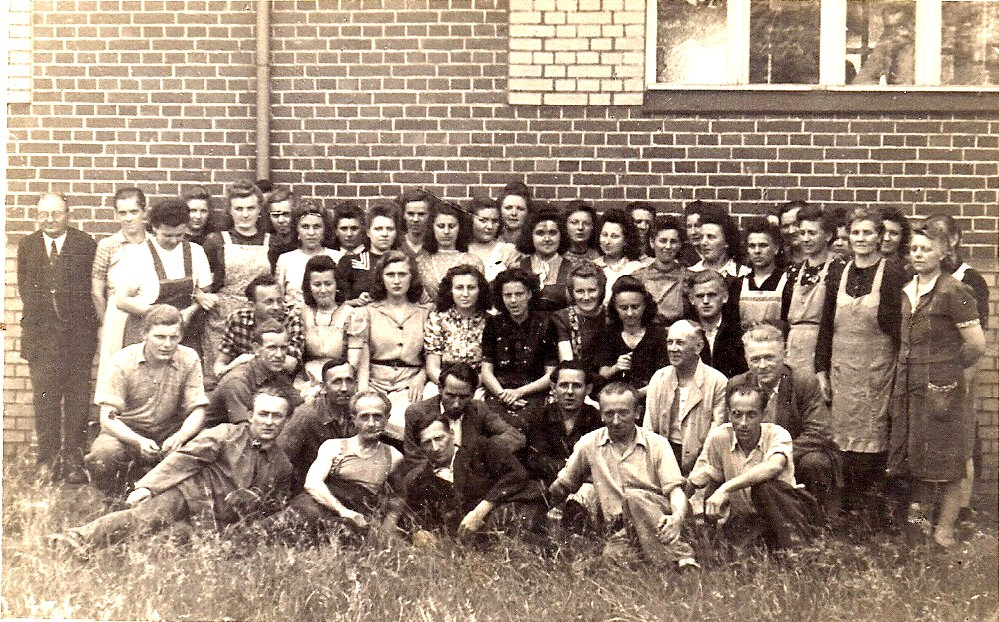
Beschäftigte der Glasfabrik „Johannahütte“ ca. 1950

Zeichnung der Glasfabrik Putzlerhütte 1877

### Deutschland
- 17. November 1889 Nr. 54443 Vorrichtung zum Rundschleifen der Endflächen von Hohlgläsern aller Art (gemeinsam mit Moritz Püschner, Görlitz)

- 22. Juli 1900 Nr. 123131 Klasse 32a Verfahren zur Herstellung von Glasplatten mit Metalleinlagen (gemeinsam mit Adolph Hübner in Schönborn bei Dobrilugk)

### Frankreich
- 9. Juni 1910 Nr. 416.9109: Reflecteur a miroir et son procede de fabrication
- 28. März 1912 Nr. 441.879: Procede de fabrication dóbjets en verre avec pieces de doublage ou autres appliques en verre.
- 27. Januar 1910 FR000000411957A Chemise en verre pour sources lumineuses artificielles
- 18. Februar 1909 FR000000401906A Indicateur pour appareils photographiques
- 24. April 1903 FR000000332587A Abat-jour sàdaptant sur le bord des verres de lampes

### Österreich
- 18. Februar 1909 Nr. 45739: Belichtungsanzeiger für Kassetten
- 31. Dezember 1909 Nr. 45582: Glasumhüllung für künstliche Lichtquellen
- 19. Februar 1912 Nr. 60369: Verfahren zur Herstellung von Glasgegenständen mit Überfängen oder sonstigen Glasauflagen
- 9. Juni 1913 Nr. 65668: Verfahren zum Ausschneiden von kreisrunden Öffnungen aus Glasgegenständen mittels der Stichflamme

### Schweiz
- 21. Januar 1910 Nr. 50132: Reflektor bei Glasumhüllungen für künstliche Lichtquellen

### Großbritannien
- 2. Juli 1903 Nr. 12,334: A Lamp Reflector
- 17. August 1905 Nr. 12,821: A Process of Ornamenting Articles of Glass
- 11. August 1910 Nr. 1699: Improvements in Glass Globes for Artificial Sources of Light
- 4. Mai 1911 Nr. 13931: Improvements relating to Reflectors for Lamps and the like and to the Manufacture of the same